# Dolichurus yungaburra
Dolichurus yungaburra (лат.) — вид ос рода Dolichurus из семейства Ampulicidae. Вид назван в честь Юнгаберра, города в Квинсленде, где были собраны некоторые экземпляры типовой серии. Имя имеет аборигенное происхождение и означает «место, где обитают духи».

## Распространение
Австралия (Квинсленд, Западная Австралия).

## Описание
Мелкого размера осы (длина самок от 6,1 до 8,8 мм; самцы от 3,8 до 6,3 мм), в основном чёрного цвета. Ноги коричневые. На лбу имеется беловатый выступ, к которому прикрепляются усики. Самки D. yungaburra отличаются грубо пунктированными головой, скутумом и скутеллюмом. Усики самок 12-члениковые, у самцов — 13-члениковые. Переднеспинка широкая; нотаули развиты. Брюшко в основании широкое, в передних крыльях по 3 радиомедиальные ячейки.
Предположительно, как и другие виды своего рода, охотятся на тараканов, которых жалят, парализуют и откладывают на них свои яйца.